# I Premis Barcelona de Cinema
Els I Premis Barcelona de Cinema foren els primers Premis Barcelona de Cinema, predecessors dels Premis Gaudí, atorgats pel Col·legi de Directors de Cinema de Catalunya. L'entrega es va celebrar el 19 de desembre de 2002 al Palau Bru, seu de la Societat General d'Autors i Editors.

## Guardonats
| Categoria         | Premiat                       | Labor premiada |
| ----------------- | ----------------------------- | -------------- |
| Millor actor      | Eduard Fernández              | Smoking Room   |
| Millor actriu     | Cristina Brondo               | Lola vende cá  |
| Millor fotografia | Xavi Giménez                  | Darkness       |
| Millor director   | José María Nunes              | Amigogima      |
| Millor director   | Julio D. Wallovits Roger Gual | Smoking Room   |
| Millor pel·lícula | Darkness                      | Pel·lícula     |
| Millor muntatge   | Ernest Blasi                  | Volverás       |
| Millor música     | Carles Cases                  | Menja d'amor   |